# Sedící démon
Sedící démon (rusky Демон сидящий) je obraz ruského malíře Michaila Alexandroviče Vrubela z roku 1890.

## Sužet
Kresba obrazu je inspirována básní Démon Michaila Jurjeviče Lermontova. Vrubel napsal o své práci následující:
Duch není výhradně jen zlý, může být také smutný a zarmoucený, přesto všechno je panovačný a majestátní.

Démon je obrazem síly lidského ducha, vnitřního boje a pochybností. V pozadí malby je horská krajina pod šarlatovým západem slunce. Kompozice zdůrazňuje omezené postavení démona, který je jakoby uvězněn mezi horním a dolním rámem obrazu. Obraz je malován individuálním Vrubelovým stylem s efektem krystalových ploch, čímž připomíná spíše vitráž nebo panó. Umělec dosáhl tohoto efektu pomocí plochých tahů malířským nožem.

## Jiní démoni
Téma démona se v tvorbě Michaila Vrubela vyskytuje často. V roce 1899 namaloval obraz „Letící démon“ (Демон летящий), kde je démon vyobrazen jako mohutný vládce světa. V letech 1901–1902 pracoval na své poslední práci „Svržený démon“ (Демон поверженный), kde se démon nachází na pokraji smrti.

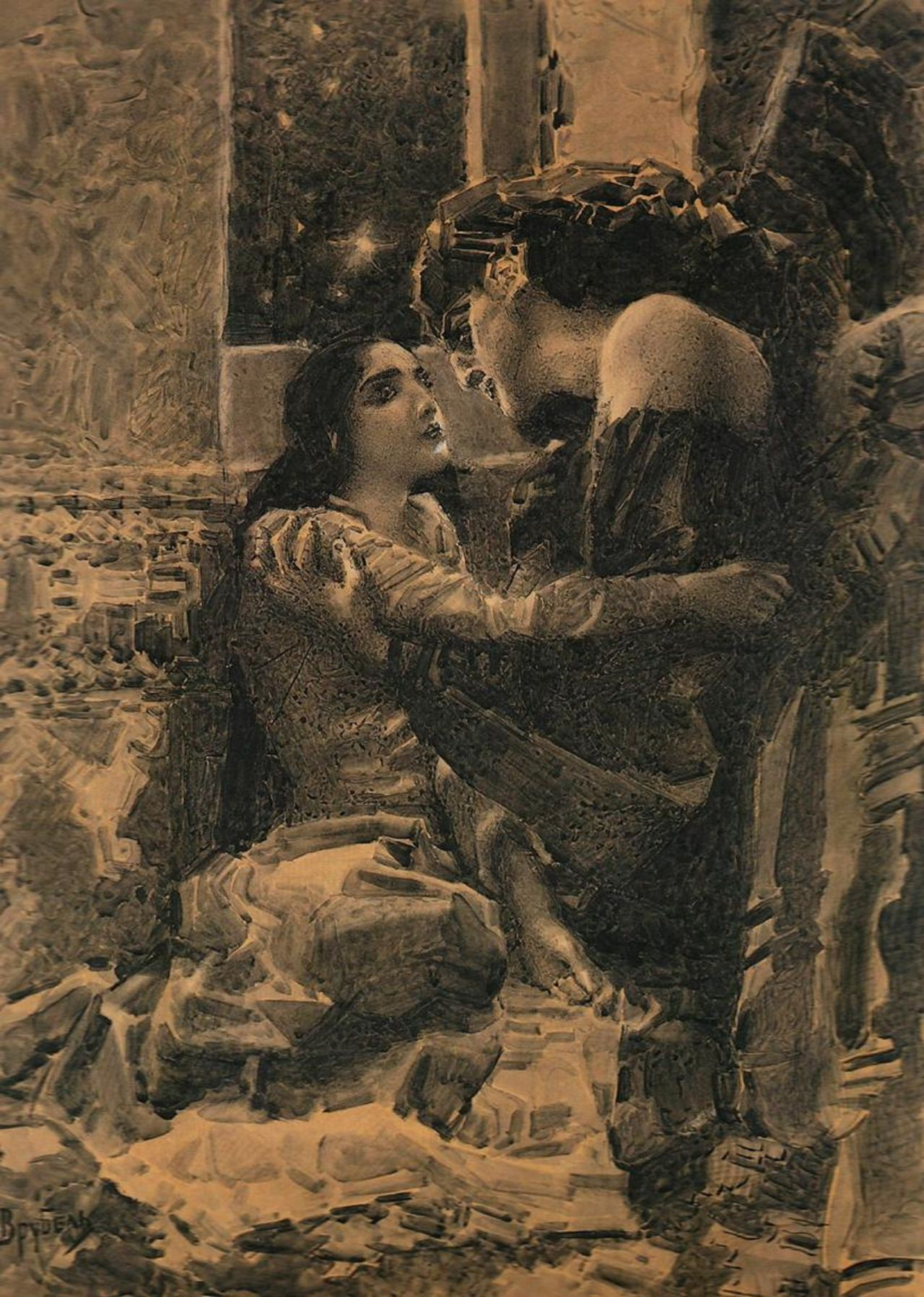
Tamara a démon, ilustrace k poémě Lermontova, 1890
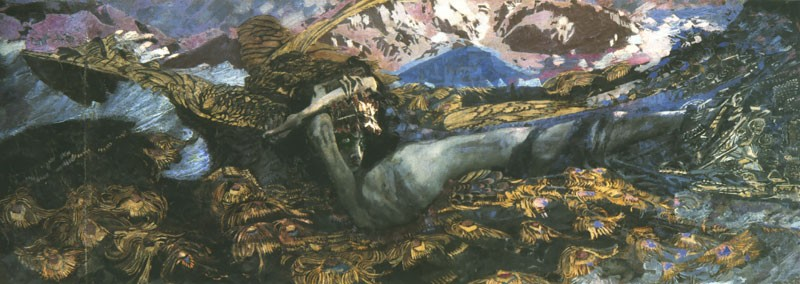
Svržený démon, 1902
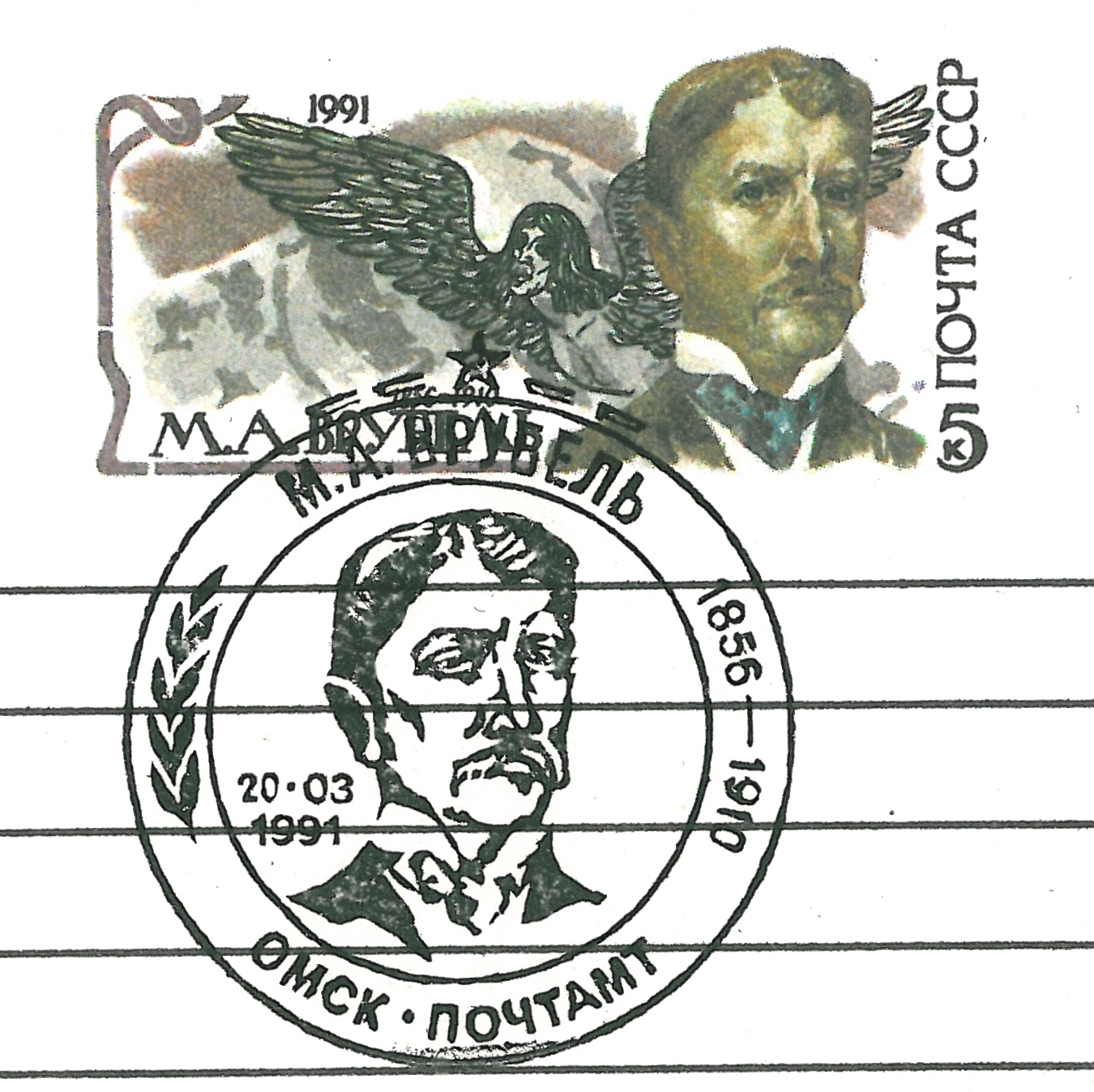
„135 let od narození M. Vrubela“. Na známce je vyobrazen letící démon (1991).